# Scolymia lacera
Scolymia lacera is een rifkoralensoort uit de familie van de Mussidae. De wetenschappelijke naam van de soort is voor het eerst geldig gepubliceerd in 1766 door Pallas.
De soort komt voor in de Caraïbische Zee, het zuidelijke deel van de Golf van Mexico en bij Florida en de Bahama's. Ze staat op de Rode Lijst van de IUCN geklasseerd als 'niet bedreigd'.